# 胡里漢冰川
胡里漢冰川（英語：Hourihan Glacier）是南極洲的冰川，位於奧次地，流經不列顛嶺，最終注入梅里克冰川，以海軍上校命名，現時由南極條約體系管理。